# Messies jueu

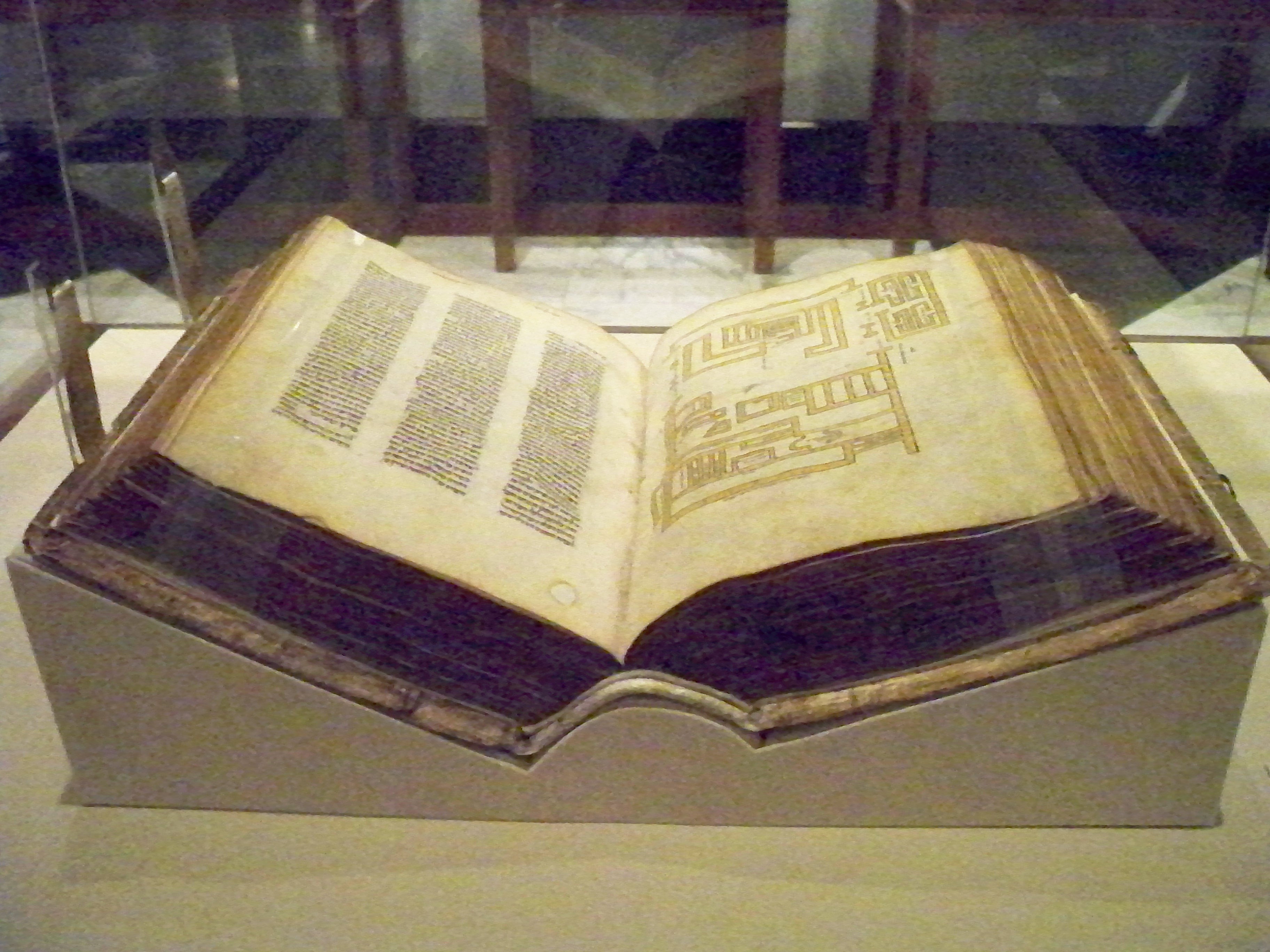
Llibre Mixné Torà de Maimònides.Metropolitan Museum of Art, Nova York.

El Messies del judaisme (משיח - Mashiach o Moshiach), tradicionalment fa referència a un futur líder, o a un rei jueu, provinent de la línia de David, (és a dir, un descendent directe del David bíblic), qui serà ungit i, per tant, esdevindrà l'ungit del poble d'Israel, i serà investit amb poder per governar, tant al poble jueu, com a la resta de la humanitat.
El futur Messies, serà conegut com el "Mashiach Ben David", el rei en qüestió serà el segon i el darrer dels dos Messies esperats pel judaisme. El primer, anomenat "Mashiach Ben Yosef", juntament amb el segon, anomenat "Mashiach Ben David", estaran involucrats en l'alliberament del poble jueu de l'exili i la diàspora, i això donarà pas a l'adveniment de la tan esperada era messiànica, a on totes les nacions reconeixeran al Déu d'Israel com a sobirà, i regnaran la pau i la justícia.

## Origen, naturalesa i funcions
La creença en un Messies fet home (encarnat) no ha estat des de sempre present en el judaisme. Els precursors d'aquesta creença van ser els fariseus (פרושים - perushim, els hereus dels asideus), els qui es van establir com a grup cap a l'any 170 abans de l'era comuna. Avui dia les diverses denominacions jueves tenen desacords sobre aquesta creença, especialment sobre la identitat i la naturalesa del Messies del judaisme, i fins i tot de les seves funcions específiques en la redempció de la humanitat.
En la Bíblia hebrea, l'arribada del Messies dels jueus, és profetizada per Jehovà a través de Miquees (Llibre de Miquees 5:2. Les diverses versions es refereixen al Messies com a rei, governant o senyor d'Israel, sense donar el seu nom personal específic. Isaïes va profetitzar que una verge donaria a llum a un fill, i el seu nom seria Emmanuel (Llibre de Isaïes 7:14 i Llibre d'Isaïes 8:8
Les idees del Messies i de l'era messiànica són originalment jueves. La noció del Messies del judaisme s'origina amb els fariseus, i es reitera en les escriptures de Maimònides, les seves creences sobre el Messies jueu estan exposades en la seva obra Mixné Torà. En la seva obra es refereix a un rei jueu, un líder humà i no diví, que tanmateix estaria a prop de Déu, possiblement com succeeix en el cas de Moisès.
També s'esmenta a aquest Messies jueu en les oracions diàries d'alguns sidurim (llibres de pregàries), ja que per Maimònides, és un dels fonaments de la vida jueva, el creure amb fe completa en la vinguda del Messies, que garantirà les fronteres bíbliques de la Terra d'Israel, que ha estat promesa en la Torà a Israel, així com la protecció del poble jueu.
Per algunes branques del judaisme, especialment el hassidisme, el Messies es manifestarà a la humanitat, només quan es donin certes condicions, per això en cada generació apareix un candidat que pot esdevenir el Messies, i que assumirà aquesta condició, si es compleixen els requisits necessaris, aquest Messies es trobaria entre un grup de 36 homes justos, que són coneguts amb el nom de Tzadikim (en català: els "justos").

## Restauració del Temple
Segons la teologia jueva, amb l'adveniment del Messies, el Temple de Jerusalem serà restaurat. si aquest fet arriba a tenir lloc, aleshores es tractaria del Tercer Temple de Jerusalem. Per a tal propòsit a Israel s'han delineat plànols detallats, i fins i tot, ha estat construïda una gran menorà.

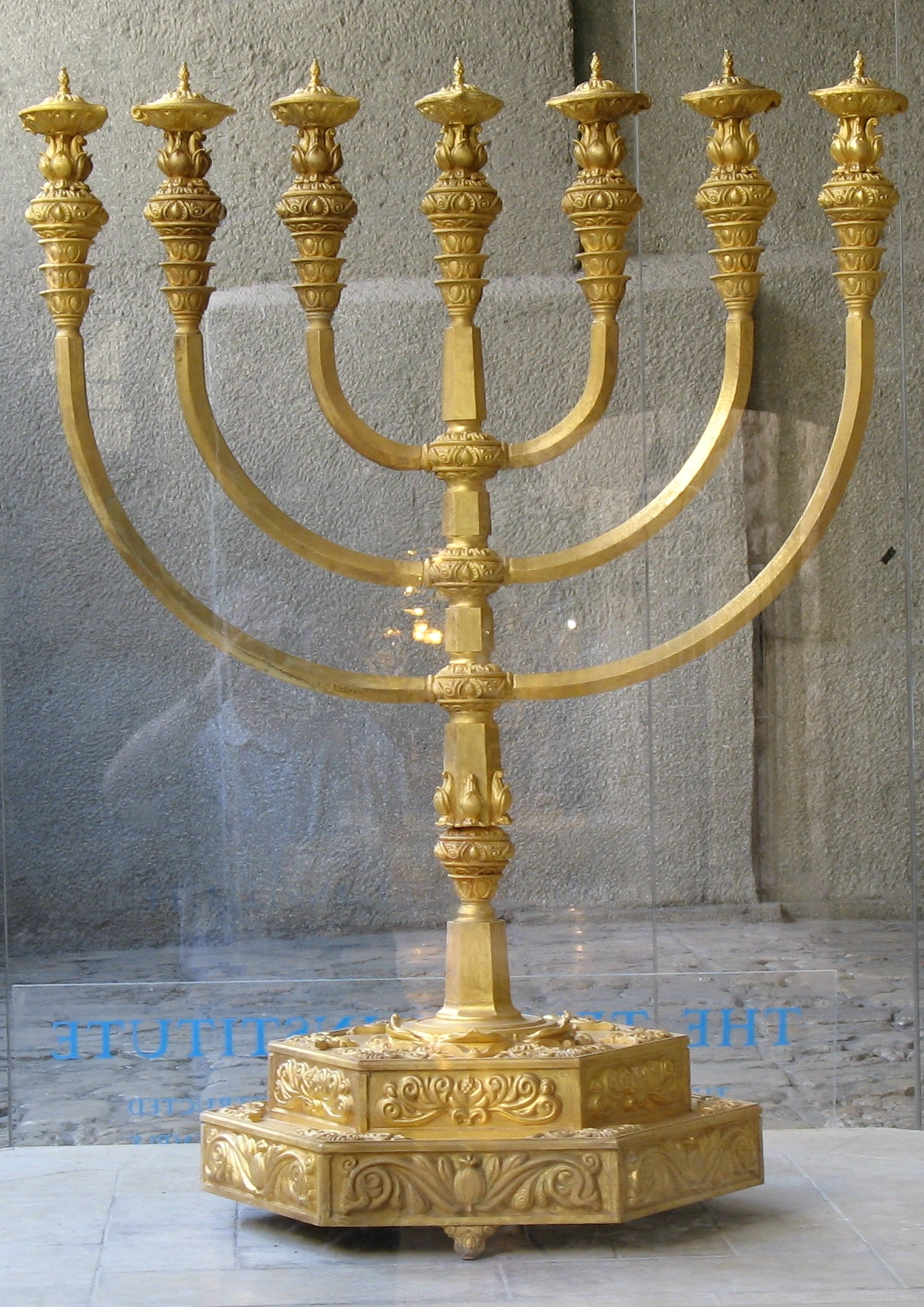
Còpia de l'antiga menorà del Temple de Jerusalem. Barri jueu de la ciutat vella de Jerusalem.
- Projecte per a la construcció del Tercer Temple de Jerusalem.
Estrella de David.

## Recursos
- "Messiah", Jewish Encyclopedia, 1906
- Tracey R. Rich, "Mashiach", Judaism 101, 1998-2011